# Elektrostal
Elektrostal (en russe : Электросталь) est une ville de l'oblast de Moscou, en Russie. Sa population s'élevait à 157 409 habitants en 2014.

## Géographie
Elektrostal est située à 58 km à l'est de Moscou.

## Histoire
En 1916, la société anonyme "Elektrostal" commença la construction de l’usine métallurgique d'aciers spéciaux près du bourg rural de Zatichié, laquelle fut victime de l'explosion d'un four en août 2012 répandant du métal en fusion sur le sol.
Le bourg reçut le statut de commune urbaine en 1928 et le nom d’Elektrostal. Le statut de ville lui fut accordé en 1938.

## Population
Recensements (*) ou estimations de la population
| 1939*  | 1959*  | 1970*   | 1979*   | 1989*   |
| ------ | ------ | ------- | ------- | ------- |
| 42 607 | 96 922 | 123 127 | 139 272 | 152 463 |

| 2002*   | 2010*   | 2012    | 2013    | 2014    |
| ------- | ------- | ------- | ------- | ------- |
| 146 294 | 155 196 | 155 705 | 156 558 | 157 409 |

## Économie
Elektrostal est un centre d'industries métallurgiques et mécaniques lourdes. Les entreprises principales sont :
- Metallourguitcheski Zavod Elektrostal, un grand producteur d’aciers spéciaux ; 5 850 salariés en 2012 ;
- Elemach ou Machinostroïtelny Zavod (MSZ), produit du combustible pour réacteurs nucléaires, appartient au groupe public russe TVEL ;
- Elektrostalski Zavod Tiajelogo Machinostroïenia (EZTM), fabrique du gros équipement industriel ;
- Elektrostalski Khimiko-Mekhanitcheski Zavod (EKhMZ).

## Sport
Le club Kristall Elektrostal évolue dans le second échelon du championnat russe de hockey sur glace.

## Divers
Cette ville est aussi connue pour sa tour radio désaffectée (215 m), du haut de laquelle de nombreux jeunes se prennent en photo ou se filment.